# Guillaume Laroche
Guillaume Laroche est un athlète français, né à Poitiers le 25 mai 1976, adepte de la course d'ultrafond et champion de France des 24 heures en 2015.

## Biographie
Guillaume Laroche est champion de France des 24 heures d'Albi en 2015. Il est également champion d’Europe des 24 heures par équipe aux 24 heures d'Albi en 2016. En 2017, il participe aux championnats du monde des 24 heures de Belfast et termine 22e avec 245,793 km,.

## Records personnels
Statistiques de Guillaume Laroche d'après la Fédération française d'athlétisme (FFA) et la Deutsche Ultramarathon-Vereinigung (DUV) :
- 1 000 m : 3 min 21 s 54 en 2018
- 3 000 m : 10 min 58 s 97 en 2017
- 10 km route : 39 min 53 s en 2014
- Semi-marathon : 1 h 24 min 50 s en 2017
- Marathon : 2 h 57 min 22 s au marathon de Paris en 2017[7]
- 100 km route : 8 h 49 min 1 s aux 100 km de Millau en 2015
- 100 miles route : 15 h 14 min 16 s aux championnats d'Europe IAU des 24 h de Timisoara en 2018 (100 miles split)
- 6 heures route : 68,856 km aux 24 h de Saint-Maixent-l'École en 2018 (6 h split)
- 12 heures route : 131,999 km aux championnats de France des 24 h du Quai du Cher en 2017 (12 h split)
- 24 heures route : 250,240 km aux championnats d'Europe IAU des 24 h d'Albi  en 2016